# Соцгородок имени Лозовского

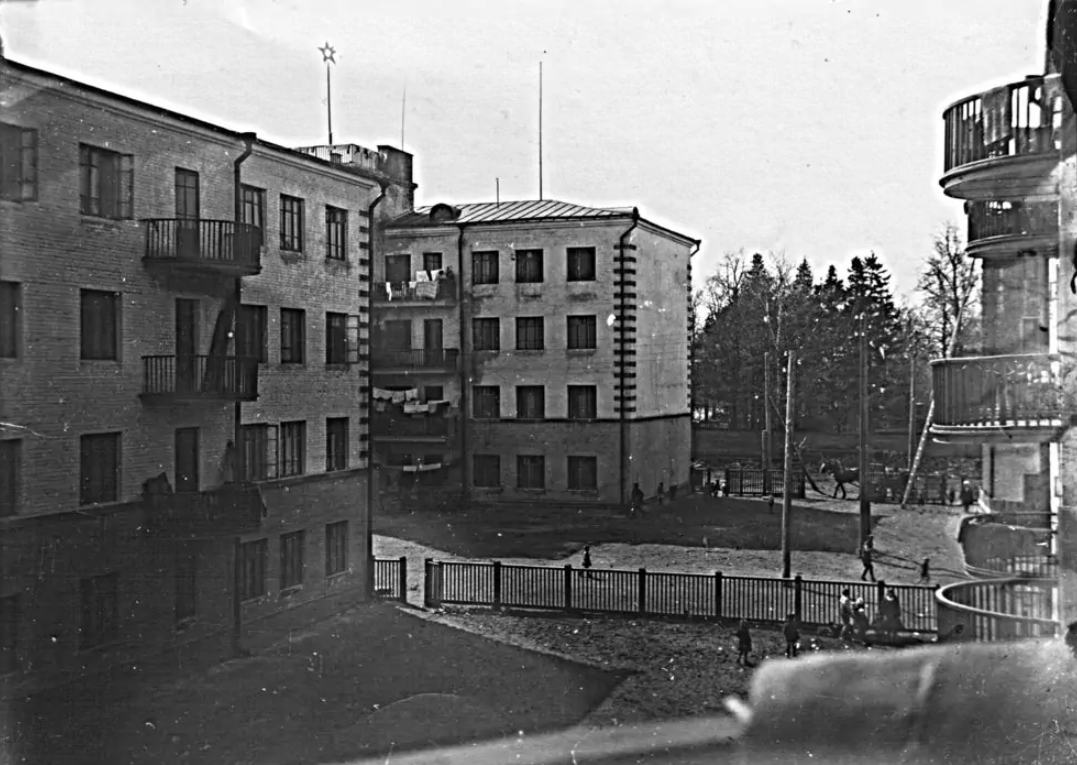
Соцгородок имени Лозовского, 1930-е годы

Соцгородок имени Лозовского — один из первых по времени возникновения жилых микрорайонов Казани, состоявший из нескольких четырёхэтажных многоквартирных домов, возведённых для рабочих-меховщиков. Построен в первой половине 1930-х годов, просуществовал до 2000-х годов, снесён по причине ветхости жилых зданий.   

## Территориальное расположение

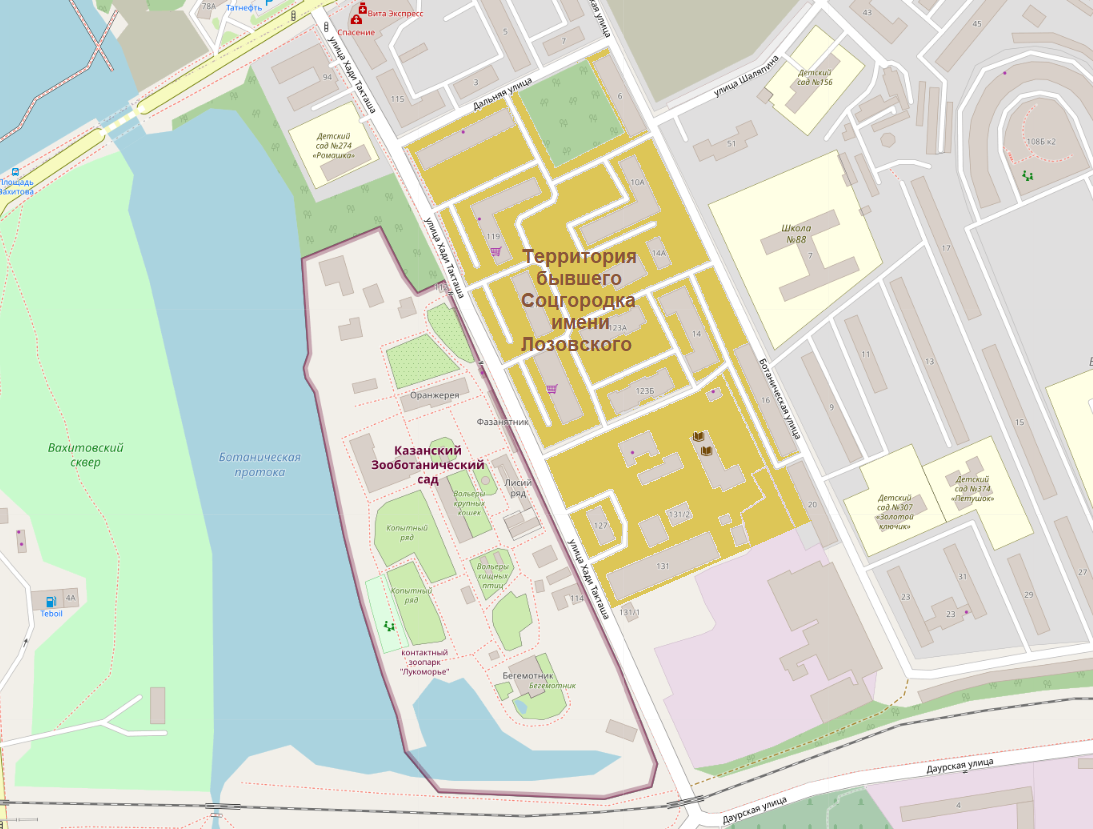
Территория бывшего Соцгородка им. Лозовского на карте современной Казани

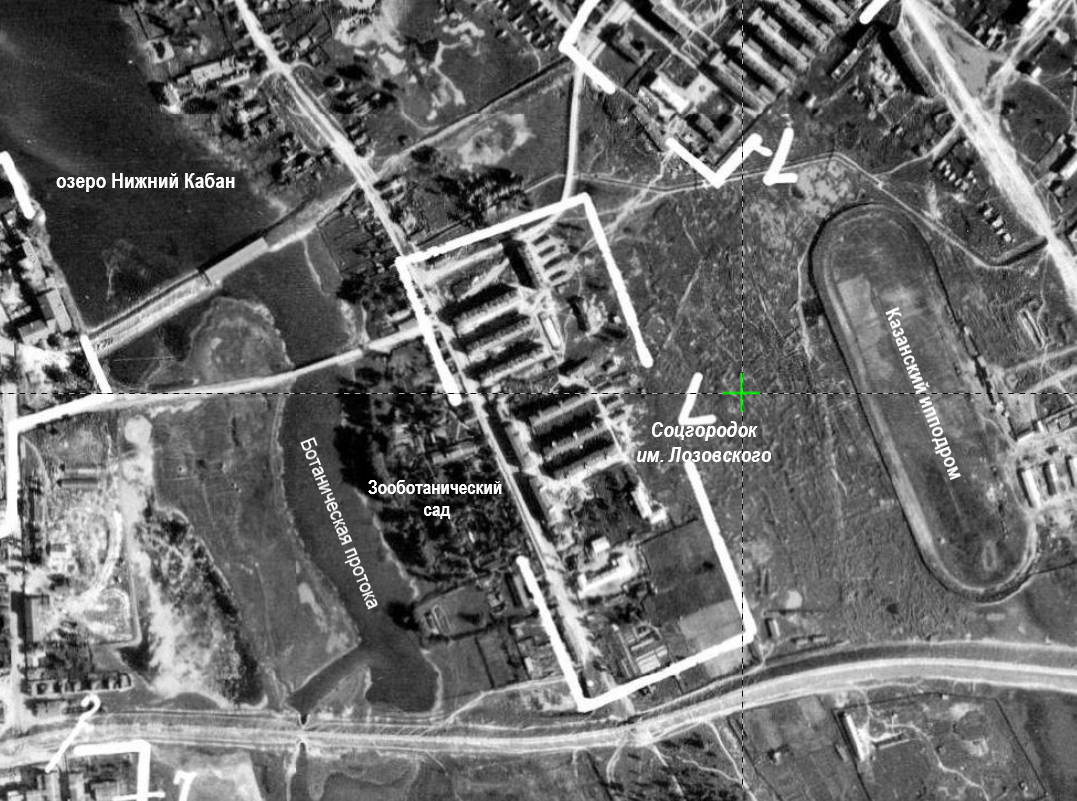
Соцгородок имени Лозовского на немецкой аэрофотосъёмке 1942 года

Соцгородок имени Лозовского занимал компактную территорию в южной части бывшей Архангельской слободы, рядом с Казанским зооботаническим садом. В довоенный период его территория ограничивалась: с западной стороны — улицей Хади Такташа (до 1949 года — улица Лозовского, до конца 1920-х годов — улица Дальне-Архангельская); с северной, восточной и южной сторон — пустырями. В 1960-е годы с северной стороны посёлка сформировалась улица Дальняя, с восточной — улица Ботаническая, а с южной стороны возникла территория с хозяйственными постройками, прилегающая к железнодорожной насыпи. 
В настоящее время территория бывшего Соцгородка имени Лозовского находится в составе Приволжского района города.

## Название
Соцгородок имени Лозовского получил название в честь С. А. Лозовского (1878—1952) — советского партийного и профсоюзного деятеля, дипломата, участника революционного движения в России и Франции, члена Казанского комитета РСДРП большевиков (1905). Это было прижизненное название, утверждённое на рубеже 1920-х — 1930-х годов. Само название «соцгородок (социалистический городок)» подразумевало его устройство в соответствии с требованиями нового (социалистического) быта.
Во второй половине 1930-х годов в северной части Казани началось строительство жилого микрорайона при авиазаводе № 124 — посёлка имени Серго Орджоникидзе. Со временем именно за ним закрепилось названием Соцгород, в то время как Соцгородок имени Лозовского стал всё чаще именоваться посёлком имени Лозовского.
В 1949 году имя С. А. Лозовского было исключено из названий соцгородка (посёлка) и улицы, так как в январе этого года он подвергся репрессиям в рамках уголовного дела против руководства Еврейского антифашистского комитета; в 1952 году его осудили и расстреляли. В 1955 году С. А. Лозовский был реабилитирован посмертно, но его имя не было возвращено ни названию соцгородка (посёлка), ни названию улицы.

## Административно-территориальная принадлежность
В первой половине 1930-х годов Соцгородок имени Лозовского входил в состав Бауманского района, в 1935—1942 годах — в состав Молотовского района, в 1942—1956 годах — в состав Свердловского района.
7 декабря 1956 года Свердловский район был присоединён к Сталинскому, после чего укрупнённый район получил новое название — Приволжский. В его состав был включён и соцгородок, который с тех пор не менял своей районной принадлежности. 

## История

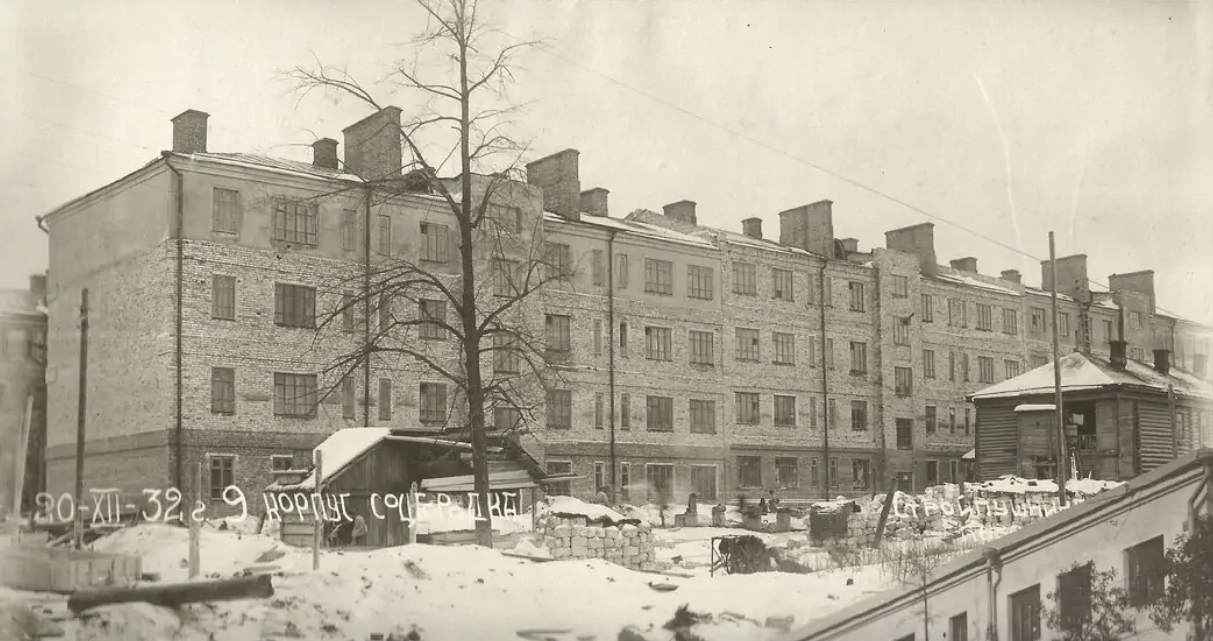
9-й корпус Соцгородка имени Лозовского, 1932 год

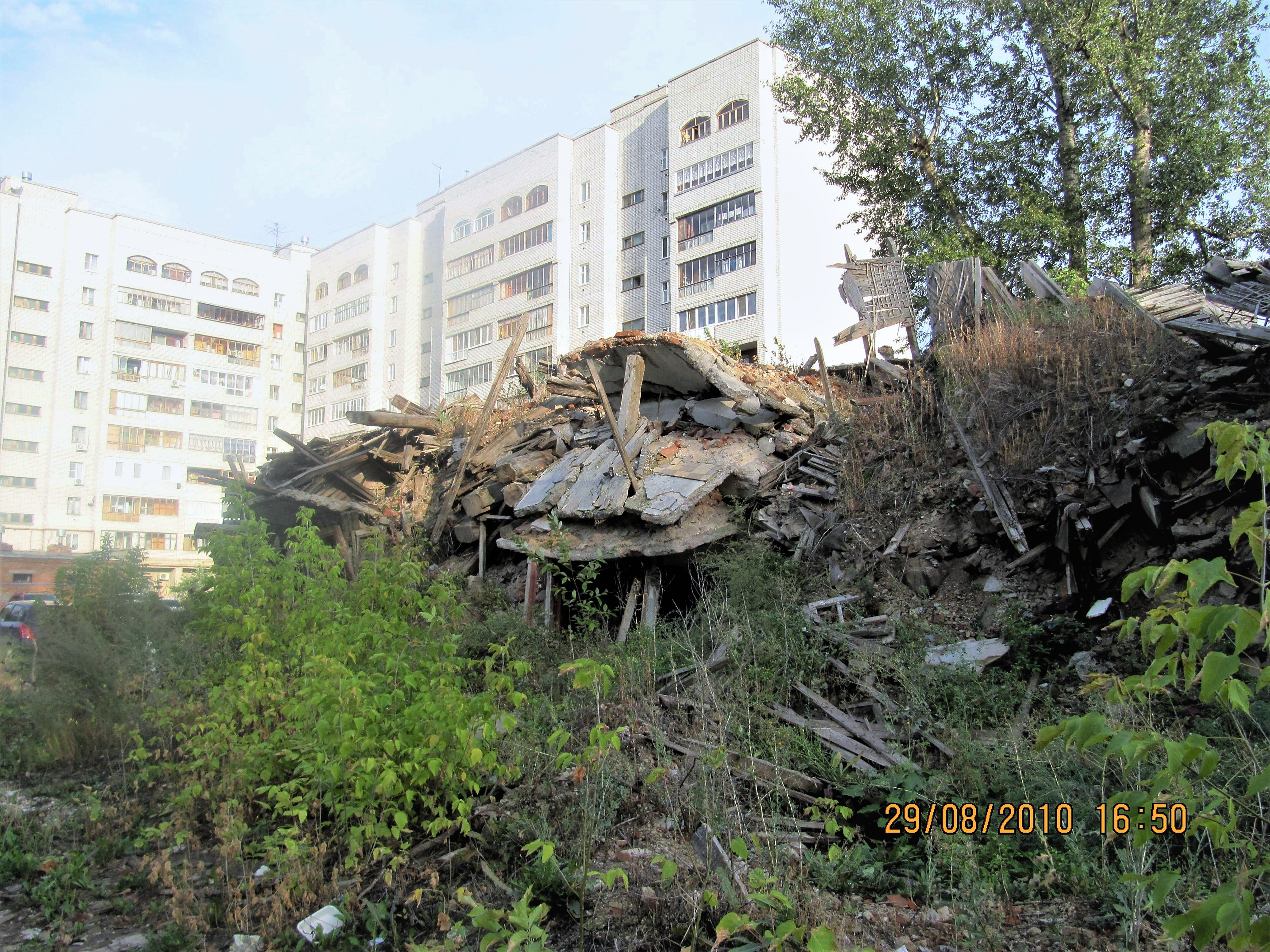
Развалины одного из домов бывшего Соцгородка имени Лозовского, 2010 год

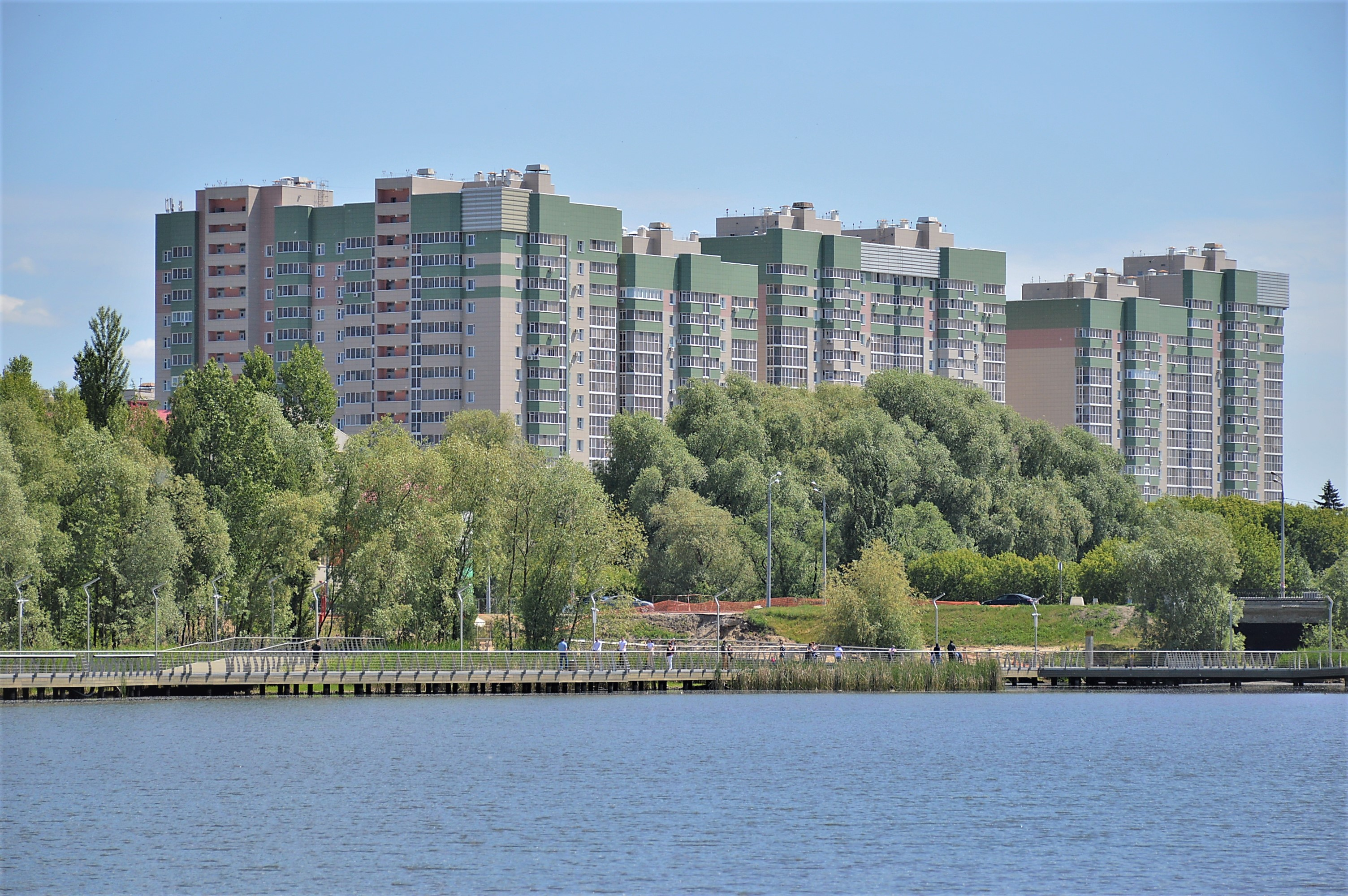
Жилые дома, построенные по программе социальной ипотеки на месте Соцгородка имени Лозовского, 2021 год

С началом первой пятилетки (1928—1932) в Казани начинается строительство новых промышленных предприятий, среди которых важную роль играли меховые фабрики № 1, № 2 и Овчинно-мерлушечно-каракулевый завод (ОМКУЗ), располагавшиеся в Ново-Татарской слободе и объединённые в ноябре 1930 года в Казанский меховой комбинат. В южной части Архангельской слободы для рабочих этих предприятий был построен один из первых в истории Казани жилых микрорайонов, получивший название Социалистический городок (соцгородок) имени Лозовского. 
По поводу даты начала строительства Соцгородка имени Лозовского существует ошибочная версия, возникшая, вероятно, в позднесоветские годы с подачи авторов одного из изданий по истории Казани: согласно этой версии, он был построен в 1928—1931 годах. В реальности, однако, начало строительства Соцгородка имени Лозовского датируется весной 1930 года, а первые эскизные рисунки его домов были опубликованы в газете «Красная Татария» в 1929 году.        
Соцгородок имени Лозовского возводился вдоль улицы Дальне-Архангельской на болотистом пустыре, а также на территории бывшего садоводческого хозяйства А. К. Шнееберга, известного в дореволюционной Казани. В течение нескольких лет было построено девять четырёхэтажных кирпичных домов с единой архитектурой и внутренней планировкой помещений, с благоустроенными дворовыми территориями. Это были первые в Казани многоэтажные многоквартирные дома с водоснабжением, канализацией и центральным отоплением. Сметная стоимость строительства составила 3465 тысяч рублей.
Впрочем, процесс строительства соцгородка был сопряжён с многочисленными проблемами. В частности, его возводили без утверждённого проекта (по рабочим чертежам) и не на том месте, где следовало (на болоте). Об этом факте заявил первый секретарь Татарского обкома ВКП(б) Альфред Карлович Лепа, выступая 19 января 1934 года на XVII областной партконференции с докладом, посвящённым неудовлетворительному архитектурному состоянию Казани.
В 1949 году соцгородок, который к этому времени чаще всего уже именовали посёлком, лишился имени Лозовского в своём названии, а позже, с появлением в его окружении новой жилой застройки, стал терять особый градостроительный статус. Если в довоенный период соцгородок располагался особняком от основной территории города, а его жилые здания выделялись в пространстве единым архитектурным ансамблем (с трёх сторон их окружали пустыри, с четвёртой — зооботанический сад), то к началу 1970-х годов он стал частью зоны сплошной градостроительной застройки в границах улиц Хади Такташа, Жданова и Павлюхина. 
В 1956 году на углу улиц Хади Такташа и Дальней было завершено строительство нового жилого дома для работников мехового объединения — пятиэтажной «сталинки» (ул. Хади Такташа, 117). Также во второй половине 1950-х — 1960-е годы с северной и восточной сторон соцгородка было построено несколько четырёх- и пятиэтажных кирпичных жилых зданий. Они стали архитектурным оформлением чётных сторон двух улиц — Дальней и Ботанической. Из них до настоящего времени сохранилось четыре здания: ул. Дальняя, 6/8 (1964); ул. Ботаническая, 14 (1958); ул. Ботаническая, 16 (1967); ул. Ботаническая, 20 (1968).
Застройка прилегавших к соцгородку пустырей продолжалась и в постсоветский период. В частности, в 1995 году завершилось строительство 10-этажного кирпичного жилого дома по адресу: ул. Ботаническая, 10А. Часть этого здания и дворовой территории занимают место, на котором в начале 1930-х годов был построен один из домов Соцгородка имени Лозовского, снесённый через несколько десятилетий из-за ветхости. 
В 2000-е годы было принято решение о сносе из-за ветхости остальных восьми многоквартирных домов Соцгородка имени Лозовского, построенных в начале 1930-х годов. После их сноса соцгородок как единый архитектурно-градостроительный комплекс прекратил существование. 
В 2011—2013 годах на его месте в рамках республиканской программы социальной ипотеки было построено шесть высотных многоквартирных домов — два 10-этажных (ул. Хади Такташа, 123А и 123Б) и четыре 17-этажных (ул. Хади Такташа, 119, 121, 123, 127).